# Rio das Flores (Rio de Janeiro)
Pour les articles homonymes, voir Rio das Flores.
Rio das Flores est une municipalité brésilienne de l'État de Rio de Janeiro. Couvrant une superficie de 477,662 km2 et située à 525 mètres d'altitude, elle comptait 8 192 habitants lors de l'estimation de 2007. Elle est divisée en quatre districts: Rio das Flores, Manuel Duarte, Taboas et Abarracamento.

## Histoire
La région commença à être colonisée de manière intensive à partir du « cycle du café ». En 1851, on construisit une chapelle dédiée à Sainte Thérèse et l'on institua une Freguesia Santa Teresa de Valença, puis un district de Marquês de Valença.
La région s'enrichit peu à peu grâce à la culture du café, à tel point, qu'en 1882, on inaugura la première gare ferroviaire à Rio das Flores, et qu'en 1890, elle s'émancipa de la municipalité de Valença, devenant le village de Santa Teresa.
En raison de la Lei Áurea (loi sur l'or) et de la crise économique du premier cycle de la caféiculture, la localité entra dans une période de déclin, souffrant d'un exode de population et d'un changement d'activité économique vers le secteur pastoral. En 1929, le village fut élevé au rang de cité et, en 1943, elle devint la cité de Rio das Flores.
Actuellement son économie repose sur l'agriculture et le tourisme.